# Heinz-Günter Bongartz
Heinz-Günter Bongartz (ur. 5 marca 1955 w Gütersloh) – niemiecki duchowny rzymskokatolicki, biskup pomocniczy Hildesheim w latach 2011-2024.  

## Życiorys
Święcenia kapłańskie otrzymał 5 czerwca 1982 i został inkardynowany do diecezji Hildesheim. Przez wiele lat pracował jako duszpasterz parafialny, był także m.in. wykładowcą diecezjalnego seminarium (1993-2011), kierownikiem wydziału duszpasterskiego kurii biskupiej (2006-2014), a także delegatem biskupim ds. diakonatu stałego (od 2007).
4 grudnia 2010 papież Benedykt XVI mianował go biskupem pomocniczym diecezji Hildesheim, ze stolicą tytularną Bonusta. Sakry biskupiej udzielił mu bp Norbert Trelle. Od 2014 jest dziekanem katedry, a w latach 2016-2017 oraz 2018-2019 był wikariuszem generalnym diecezji.
11 września 2024 papież Franciszek przyjął jego rezygnację z urzędu biskupa pomocniczego diecezji Hildesheim. 